# Davy (film, 1958)
Pour les articles homonymes, voir Davy.
Pour plus de détails, voir Fiche technique et Distribution.
Davy est un film britannique réalisé par Michael Relph, sorti en 1958.

## Synopsis
Une famille d'artistes de music-hall est sur le point de connaître enfin le succès mais Davy, lui, voudrait devenir chanteur d'opéra.

## Fiche technique
- Titre original : Davy
- Titre français : Davy
- Réalisation : Michael Relph
- Scénario : William Rose
- Direction artistique : Alan Withy
- Costumes : Elizabeth Haffenden
- Photographie : Douglas Slocombe
- Son : Norman King
- Montage : Peter Tanner
- Musique : Eric Rogers
- Direction musicale : Dock Mathieson
- Production : Michael Balcon, Basil Dearden
- Société de production : Metro-Goldwyn-Mayer, Ealing Studios
- Société de distribution : Metro-Goldwyn-Mayer
- Pays d'origine :  Royaume-Uni
- Langue originale : anglais
- Format : couleur (Technicolor) — 35 mm — 2,35:1 — son mono
- Genre : Comédie dramatique
- Durée : 83 minutes
- Dates de sortie : 
  - Royaume-Uni : 2 janvier 1958
  - France : 20 juillet 1960

## Distribution
- Harry Secombe : Davy
- Ron Randell : George
- George Relph : Oncle Pat
- Susan Shaw : Gwen
- Bill Owen : Eric
- Peter Frampton (en) : Tim
- Alexander Knox : Sir Giles
- Adele Leigh : Joanna
- Isabel Dean : Miss Carstairs
- Kenneth Connor : Herbie

## Bande originale
- My World Is Your World : paroles de Jimmy Grafton, musique de Tolchard Evans
- Die Meistersinger von Nürnberg (extraits) de Richard Wagner, interprétés par la troupe du Royal Opera House de Covent Garden
- Voi che sapete, extrait des Noces de Figaro de Wolfgang Amadeus Mozart, interprétée par Adele Leigh
- Nessun dorma, extrait de Turandot de Giacomo Puccini, interprétée par Harry Secombe